# Leptolalax applebyi
Leptolalax applebyi es una especie de anfibio anuro de la familia Megophryidae.

## Distribución geográfica
Esta especie es endémica de la provincia de Quảng Nam en Vietnam central. Habita entre los 1200 y 1500 m sobre el nivel del mar.

## Etimología
Esta especie lleva el nombre en honor a Robert Appleby.

## Publicación original
- Rowley & Cao, 2009 : A new species of Leptolalax (Anura:Megophryidae) from central Vietnam. Zootaxa, n.º 2198, p. 51-60.[4]